# Demografía de Liberia
El siguiente artículo describe las características de la demografía de Liberia

## Población

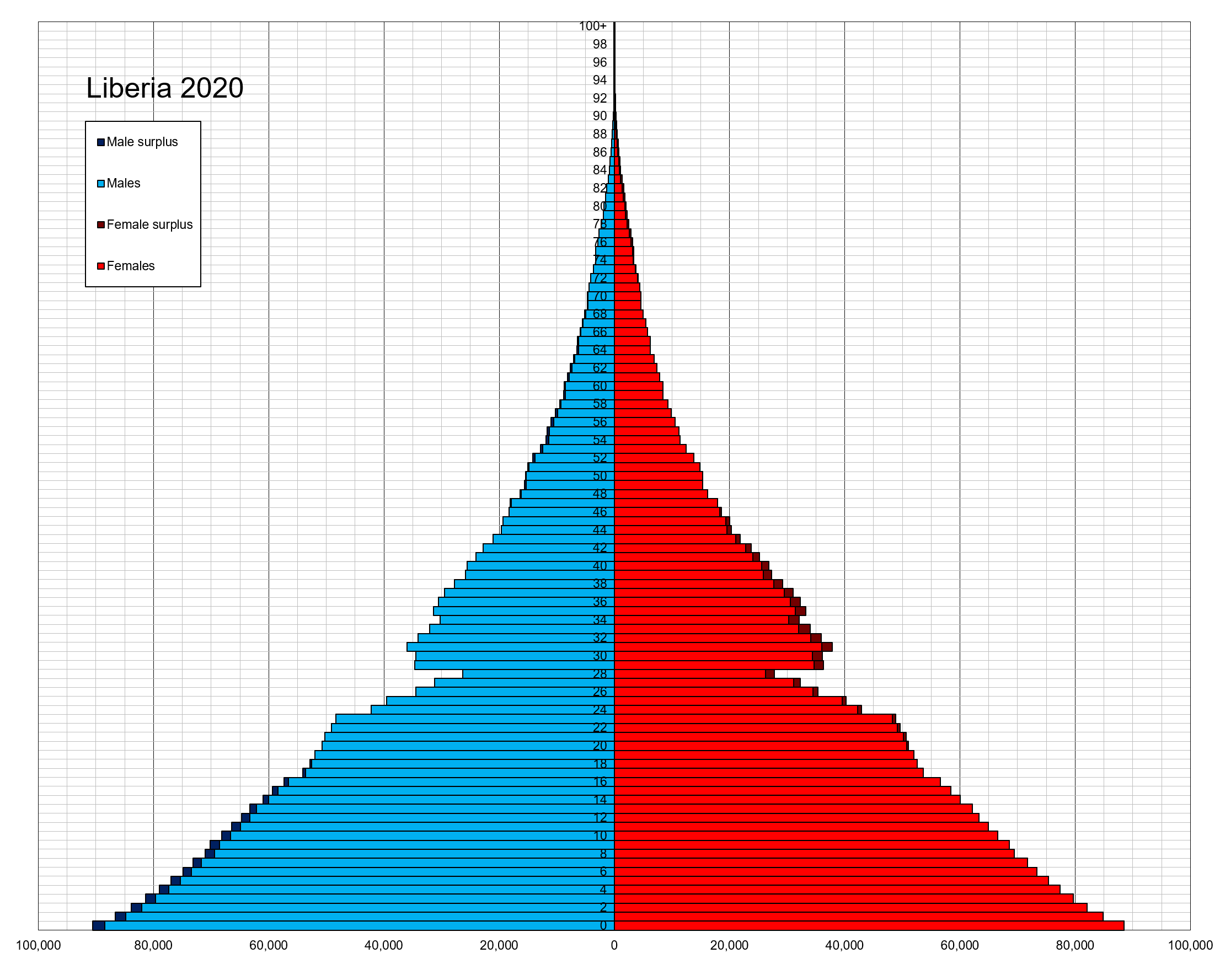
Hombres
Mujeres

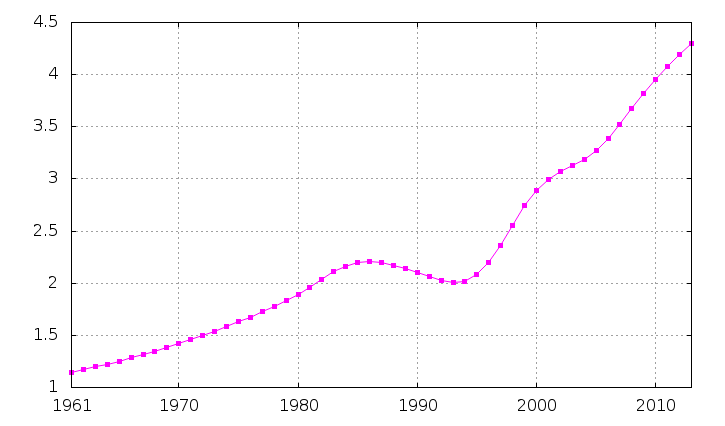
Demografía de Liberia del año 1961 a 2013

Según el Banco Mundial la población de Liberia era de 4.937.374 para el año 2019, más de cuatro veces en comparación a 1960 (1.118.655 habitantes).
| Año  | Población | Densidad /km² | Sexo      | Sexo      |
| Año  | Población | Densidad /km² | Hombres   | Mujeres   |
| ---- | --------- | ------------- | --------- | --------- |
| 1960 | 1.118.657 | 10            | 565.938   | 552.719   |
| 1970 | 1.400.730 | 13            | 698.545   | 702.185   |
| 1980 | 1.853.001 | 17            | 920.694   | 932.001   |
| 1990 | 2.075.912 | 19            | 1.031.840 | 1.044.072 |
| 2000 | 2.653.000 | 24            | 1.420.073 | 1.428.383 |
| 2010 | 3.631.000 | 33            | 1.948.394 | 1.942.962 |
| 2019 | 4.937.374 | 44            | 2.481.116 | 2.456.258 |

## Perfil demográfico
La elevada tasa de fecundidad de Liberia, de casi 5 hijos por mujer, y la gran cohorte de jóvenes -más del 60% de la población tiene menos de 25 años- mantendrán una elevada tasa de dependencia durante muchos años. Se han logrado avances significativos en la prevención de la mortalidad infantil, a pesar de la falta de personal sanitario y de infraestructuras.
La joven y creciente población está impulsada por su elevada tasa global de fecundidad (TGF), de casi 5 hijos por mujer, que ha disminuido poco en las dos últimas décadas. Su elevada TGF se sustenta en el continuo deseo de tener familias numerosas, el bajo nivel de uso de anticonceptivos y el inicio temprano de la maternidad. A pesar de su elevada tasa de fecundidad, el crecimiento de la población de Sierra Leona se ve moderado por las elevadas tasas de mortalidad infantil y materna, que se encuentran entre las más altas del mundo y son consecuencia de la pobreza, la falta de agua potable y saneamiento, la mala nutrición, el acceso limitado a servicios sanitarios
Sin embargo, la elevada tasa de mortalidad materna de Liberia sigue siendo una de las peores del mundo; refleja una gran necesidad insatisfecha de servicios de planificación familiar, la frecuencia de la maternidad temprana, la falta de atención obstétrica de calidad, la alta fertilidad de las adolescentes y la baja proporción de partos atendidos por un profesional médico. La mortalidad femenina también se ve incrementada por la prevalencia de la ablación genital femenina (MGF), que se practica en 10 de las 16 tribus de Liberia y afecta a más de dos tercios de las mujeres y niñas. La mutilación genital femenina es un ritual de iniciación que se lleva a cabo en las escuelas rurales del monte, que enseñan creencias tradicionales sobre el matrimonio y la maternidad y son un obstáculo para la educación formal en las aulas de las niñas liberianas.
Liberia ha sido tanto fuente como destino de refugiados. Durante los 14 años de guerra civil de Liberia (1989-2003), más de 250.000 personas se convirtieron en refugiados y otro medio millón fueron desplazados internos. Entre 2004 y el cese del estatus de refugiado para los liberianos en junio de 2012, el ACNUR ayudó a más de 155.000 liberianos a repatriarse voluntariamente, mientras que otros regresaron a su país por su cuenta. Algunos refugiados liberianos pasaron más de dos décadas viviendo en otros países de África Occidental. Liberia acogió a más de 125.000 refugiados marfileños que escapaban de la violencia postelectoral en 2010-11; a mediados de 2017, unos 12.000 refugiados marfileños seguían viviendo en Liberia en octubre de 2017 debido a la inestabilidad.

## Religión
Según el censo nacional de 2008, el 85,5 % de la población de Liberia practica el cristianismo. Los musulmanes comprenden el 12,2 % de la población, y en gran parte provienen de los grupos étnicos mandingo y vai. La gran mayoría de los musulmanes son Malikite Sunita, con minorías considerables Shia y Ahmadiyya. Religiones indígenas tradicionales son practicadas por el 0,5% de la población, mientras que el 1,8% no se suscribe a ninguna religión.
Para el año  2020, se estima que el 86,2% de la población practica el Cristianismo, el 11,7% practica el Islam, el 1,4% no practica ninguna religión y el 0,7% practica otras religiones.

## Otras Estadísticas Demográficas

### Estructura por edad (2018)
| Edad      | Población | Población | Población | Población |
| Edad      | Total     | Total     | Sexo      | Sexo      |
| Edad      | %         | N         | Hombres   | Mujeres   |
| --------- | --------- | --------- | --------- | --------- |
| 0-14 años | 43,72%    | 2.102.977 | 1.062.766 | 1.040.211 |
| 15-24     | 19,9%     | 957.040   | 478.041   | 478.999   |
| 25-54     | 30,1%     | 1.447.841 | 711.963   | 735.878   |
| 55-64     | 3,43%     | 164.884   | 84.474    | 80.410    |
| +65       | 2,85%     | 137.026   | 67.229    | 69.797    |

### Tasa de natalidad (2018)
37,9 nacimientos por cada 1000 habitantes.

### Tasa de Fertilidad (2018)
5 nacimientos por mujer.